# Chiesa di San Rocco vecchia (Riva del Garda, Campi)
La chiesa di San Rocco, anche chiamata chiesa di San Rocco vecchia, è una chiesa sussidiaria a Campi, frazione di Riva del Garda, appartenente alla Comunità Alto Garda e Ledro.

## Storia
A Campi, piccola frazione a nord ovest di Riva del Garda, esistono due chiese con dedicazione a San Rocco: la parrocchiale, edificata all'inizio del XIX secolo, e questa, molto più antica, la cui costruzione iniziò nel 1563 e che venne consacrata nel 1567.
Il presbiterio venne affrescato 1573 con un'immagine della Madonna con Gesù Bambino in trono tra San Rocco e San Sebastiano, e su questi Dio Padre benedicente.
Gli interni decorati a stucco sono opera di Giacomo Eccher, 
Venne elevata a dignità di curazia nel 1763, e nello stesso anno ottenne la concessione del fonte battesimale e della conservazione eucaristica.
Nel 1839 la chiesa venne dotata di una nuova torre campanaria in muratura, eretta al posto della precedente e fatiscente in legno.
Nel secondo decennio del XIX secolo venne edificata la nuova chiesa di Campi che in seguito che divenne la principale del paese.
Durante i fatti bellici del 1866 la chiesa venne profanata. Un ventennio più tardi venne restaurata, benedetta e restituita al culto.